# سيراتوصور
سيراتوصور (بالإنجليزية: Ceratosaurus)‏ ديناصور يبلغ طوله حوالي 7 متر ووزنه 2 طن. له 3 قرون صغيرة نسبيا قرنَ على أنفه (مثل الخرتيت) وقرنين على عينيه. عاش في أواخر العصر الجوراسي (153 - 148 مليون سنة سابقة) في أمريكا الشمالية وأوروبا.
ينتمي السيراتوصور إلى ديناصورات ثيروبودا المفترسة آكلة اللحوم، وكان يجري على رجليه الخلفيتين مثل التيرانوصور. له ثلاثة قرون واحد منها فوق أنفه، وهذا مايميز اسمه إذ أن معناه «سحلية ذات قرن»، وكانت حراشيف تغطي رقبته وظهره وذيله.
عثر على خمسة هياكل جزئية للسيراتوصور كما عثر معها على الجماجم في طبقات موريسون في غرب أمريكا الشمالية. وقد أطلق اسمه عائلة كبيرة من الديناصورات المماثلة وسميت سيراتوصوريات وهي مجموعة من الثيروبودات الأولى.
النوع المعروف حاليا ومعترف به لدى الأوساط العلمية هو النوع «سيراتوصور ناسيكورنيس»، أي «مقرّن الأنف». كما وصف نوعان آخران: «سيراتوصور دنتيسولكاتوس» و«سيراتوصور ماجنيكورنيس»، ولكن يختلف الإحثائيون على صحة هذا التصنيف.
كان السيراتوصور مفترسا يأكل اللحوم، ويعتقد أنه كان يتغذى أيضا على ستيغوصور.

## صفاتــــه

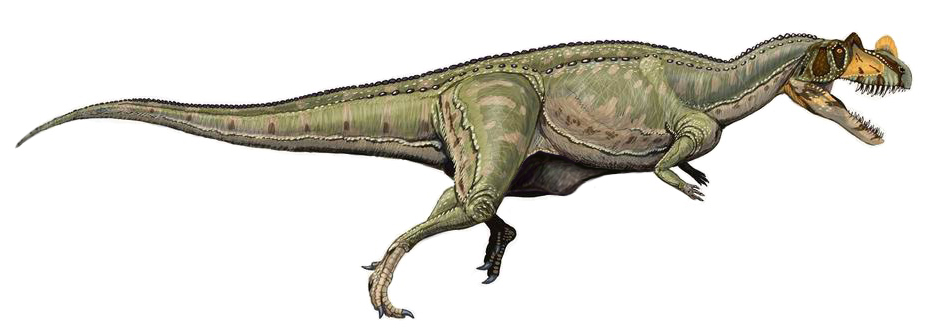
رسم تصويري تخيلي لكيراتوصور

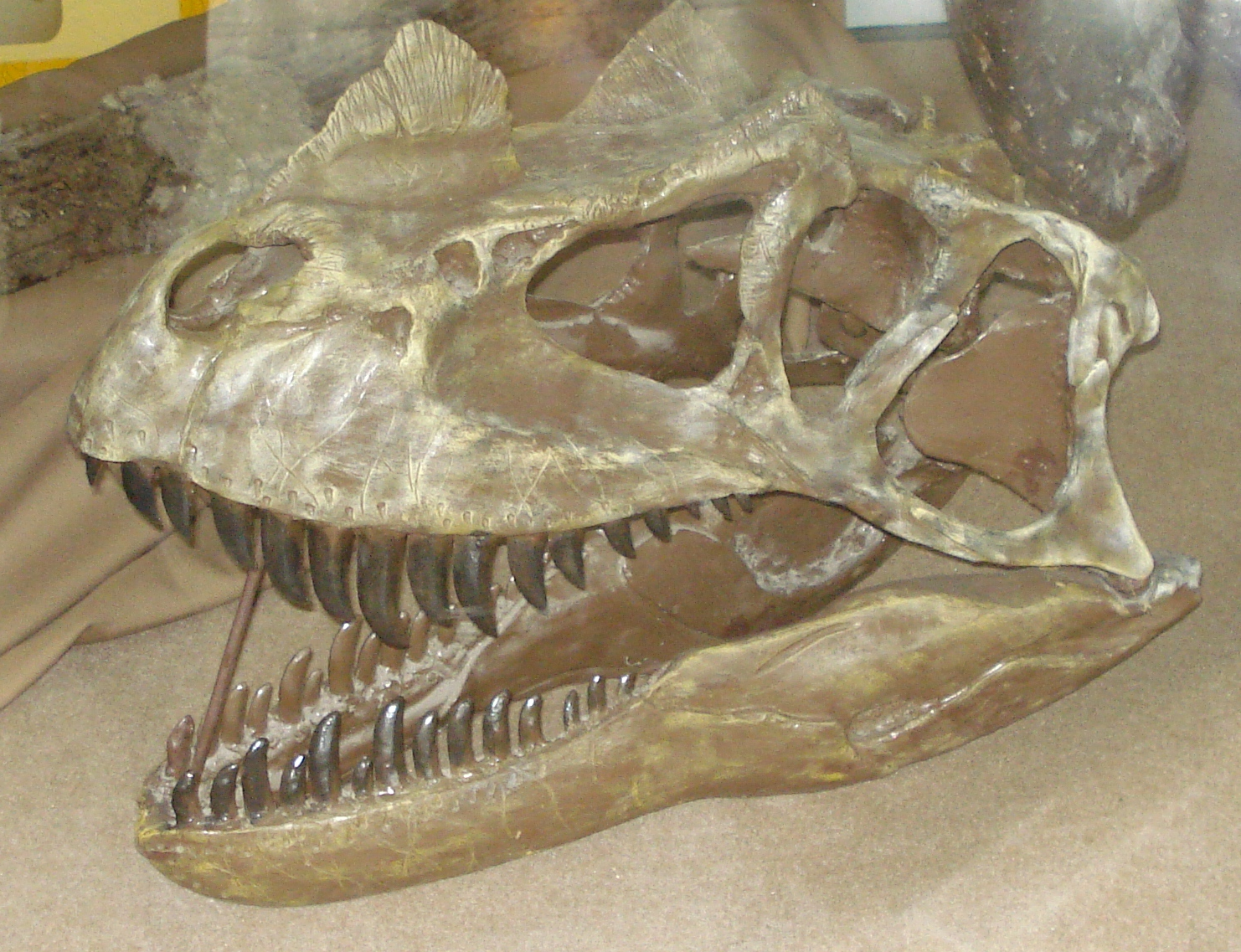
جمجمة السيراتوصور.

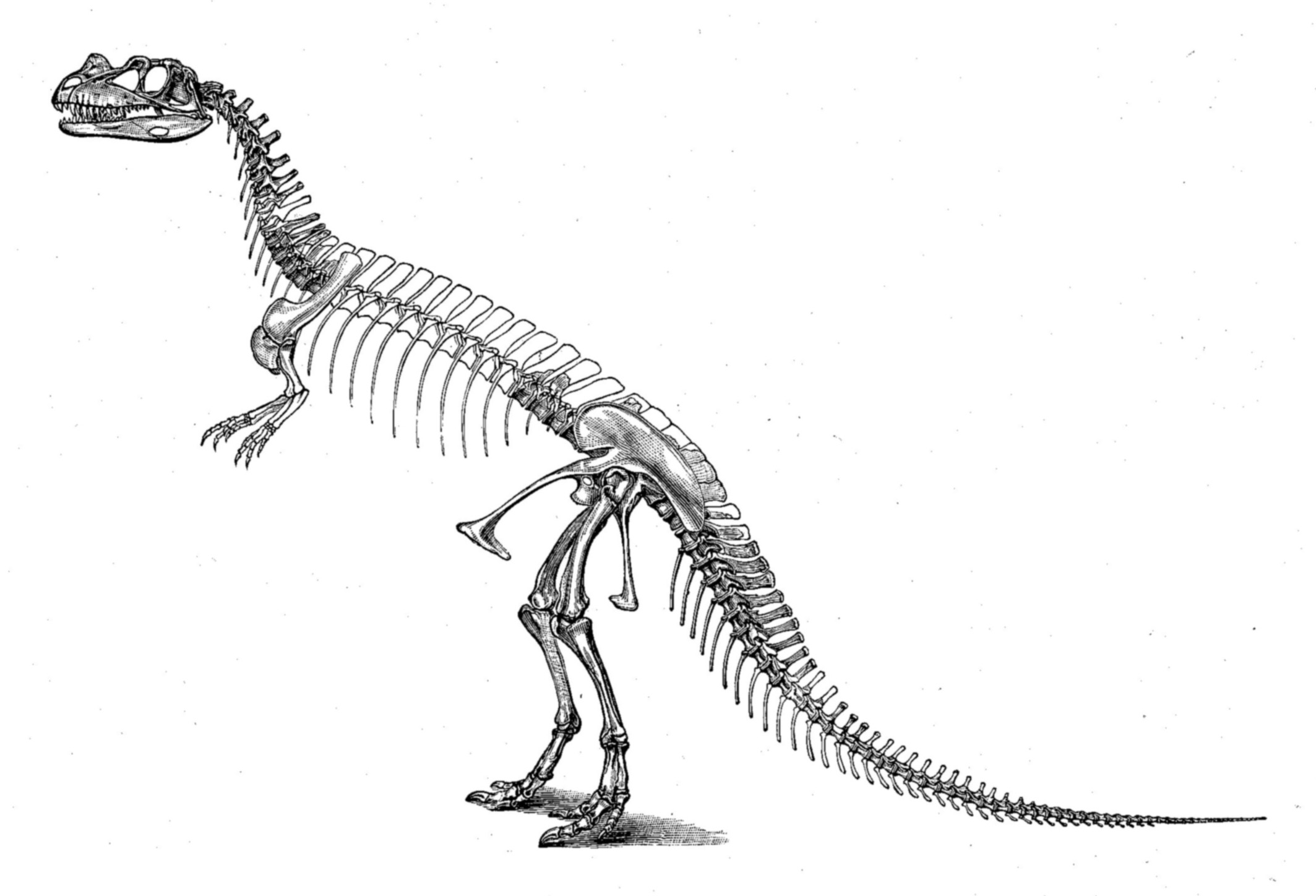
إعادة تشكليل السيراتوصور بالرسم أجراه "أوثيل مارش" ونشر في عام 1892.

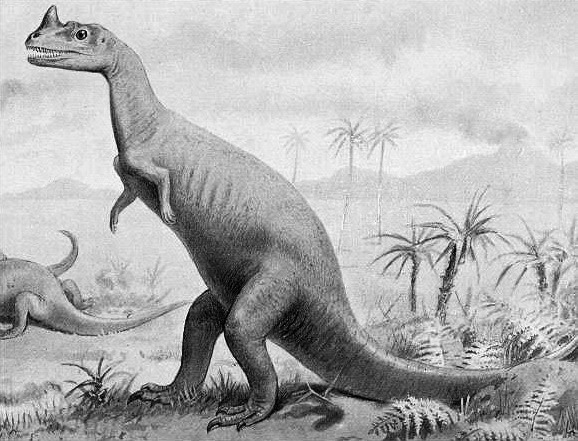
إعادة التشكيل لمثال حي أجراه "تي سميث" ونشره عام 1911.

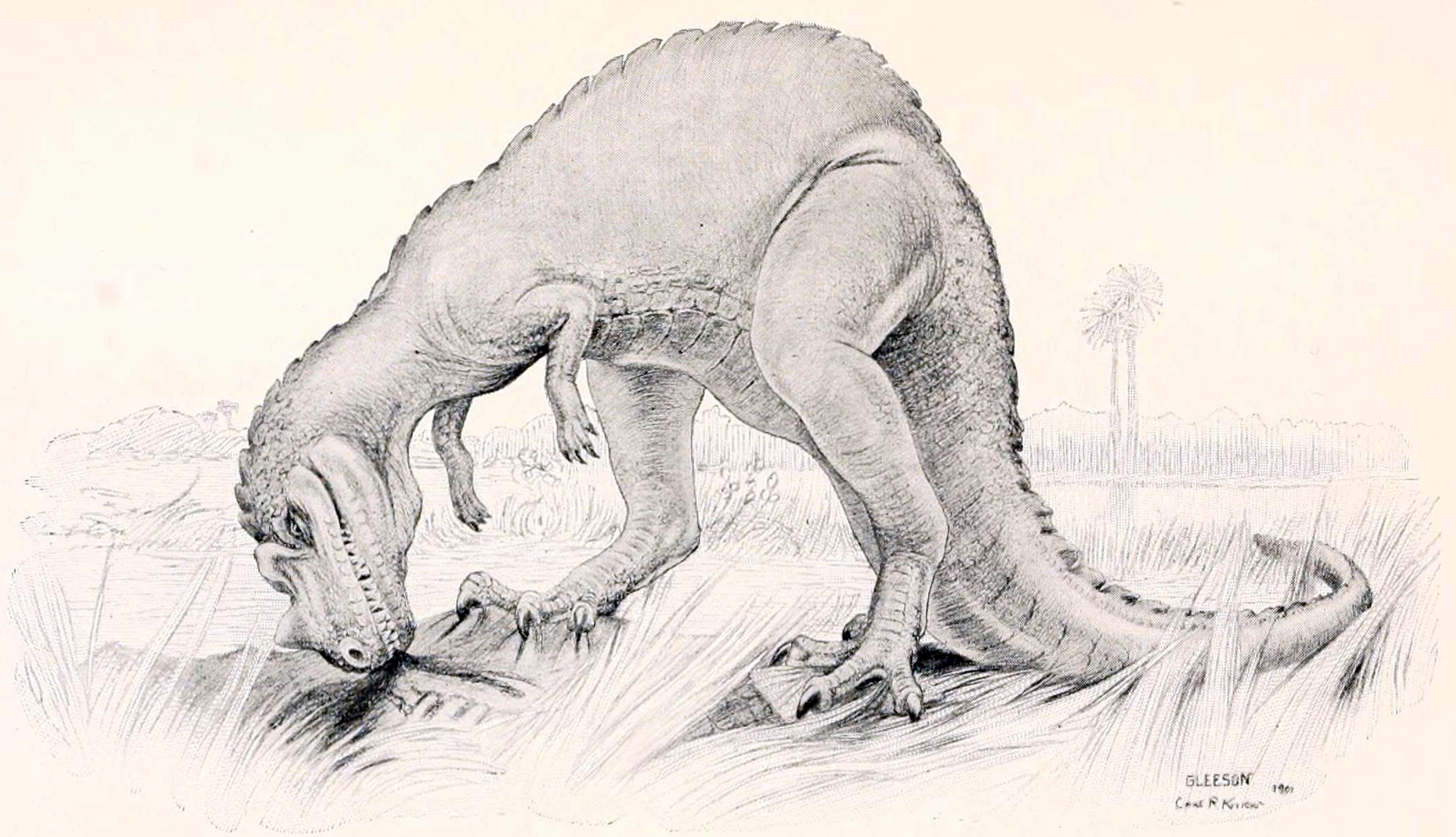
رسم للسيراتوصور "جي. جليسون" تحت إشراف "تشارلز نايت" وقام بنشره عام 1901.

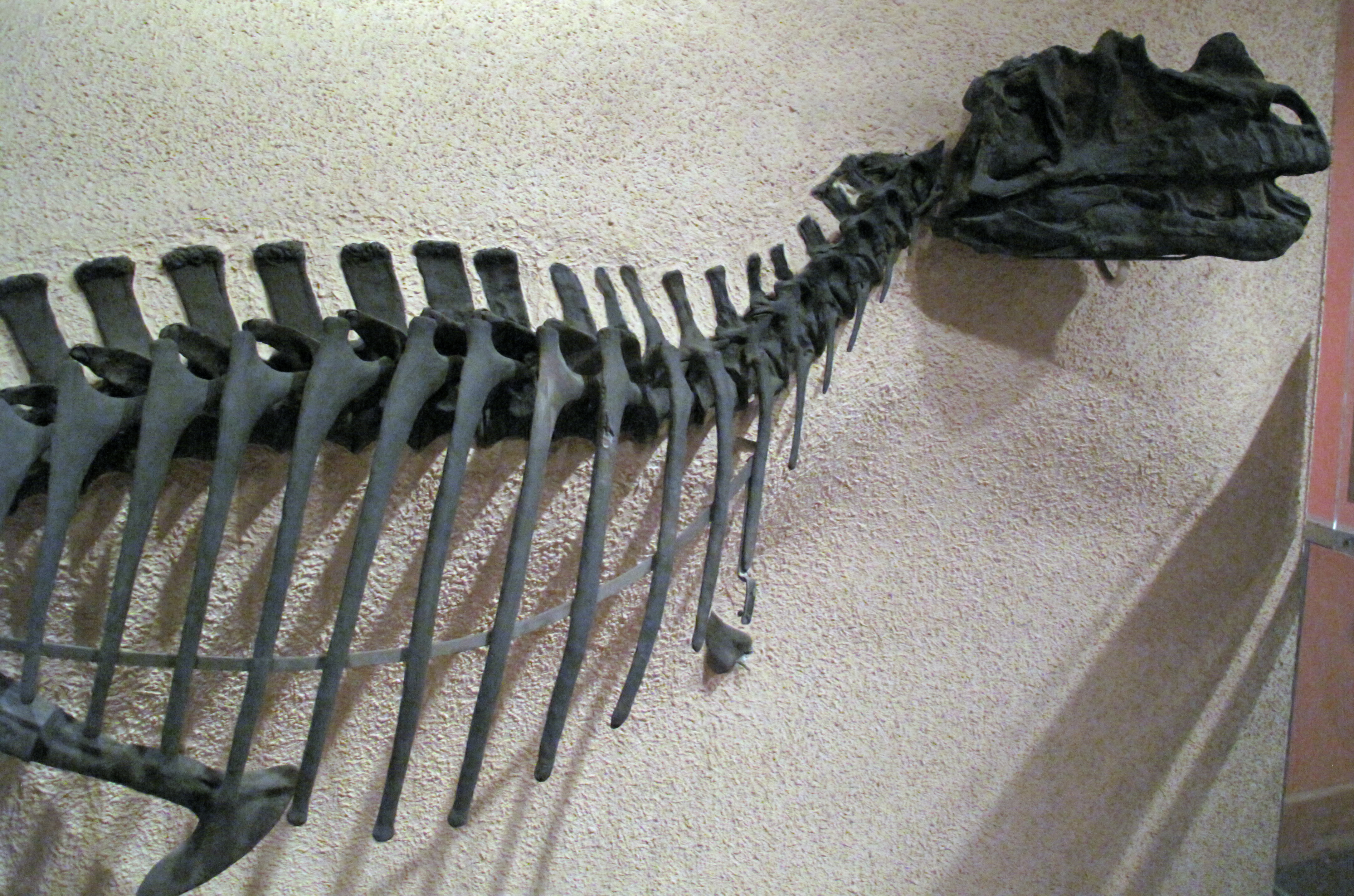
هيكل للسيراتوصور معروض في المتحف الوطني للتاريخ الطبيعي، واشنطن.

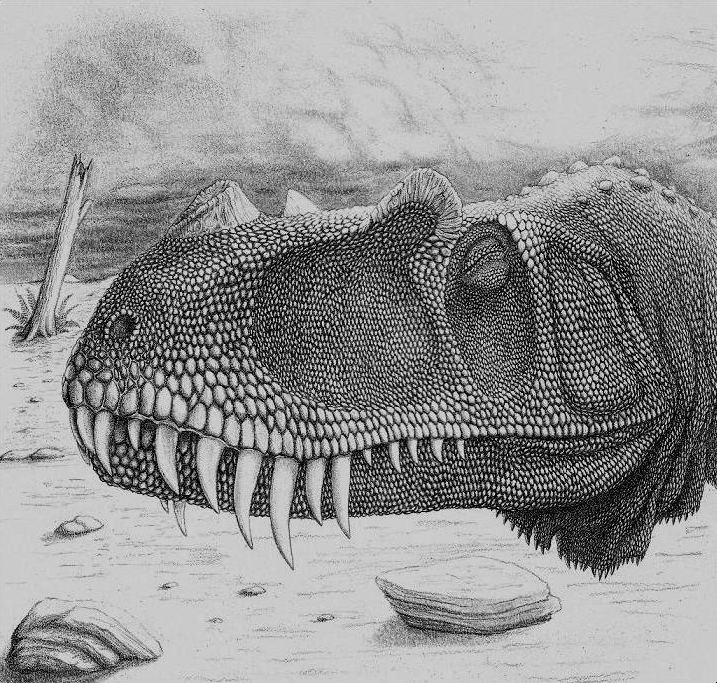
سيراتوصور

يصل طول هيكل الديناصور «سيراتوصور ناسيكونيس» 3و5 متر،
```
مع العلم بأنه لم يعرف عما إذا كان هذا هو طوله النهائي أم أنه كان لا يزال في مرحلة النمو. وقد عثر الإجاثيون على أكبر هيكل منه في منطقة كليفلاند-لويد-كواري ويبلغ طوله 8و8 
متر
. ويعتقد بعض الباحثين أن هذا الأخير ربما يكون نوع مستقل ;«سيراتوصور دنتيسولكاتوس». ويختلف تقدير وزن الحيوان عند الباحثين المختلفين ويقدر وزن عظام هيكل كامل منه بين 418 كيلوجرام و 670 كيلوجرام.
```

كانت له رأس كبيرة نسبيا كما هو حال كثير من السيراتوصوريات الأخرى. ويميزه قرن في وسط الجمجمة خلف فتحتي الأنف. وبينت الأحفورات وجود قواعد القرن والتي كانت مغطاة أثناء حياة الجيوان بالكيراتين. قاعدة القرن مستديرة وقصيرة العمق، ويبلغ قطرها نحو 13 سنتيمتر وعرطها نحو2 سنتيمتر، وفوق قاعدة القرن مباشرة ينخفض عرض القاعدة إلى نحو 2و1 سنتيمتر. أما عمقها فيبلغ 7 سنتيمتر بالنسبة إلى العظمة العليا الأنفية.
وبالإضافة إلى قرن الأنف امتلك السيراتوصور زوجا من القرون توجد في أعلى الجمجمة قبل فتحة العينين. وكانت الثلاثة قرون أكبر عند الحيوان المتقدم في العمر عنه في الحيوان الشاب.
ويرجح أن الحيوان كان يستخدم قرونه لمجرد التظاهر بين قرنائه..
وزعت من 12 إلى 15 سنة في كل جهة للفك العلوي شكلها خنجري. وفي عظمة الفك الوسطية كان على كل جهة منها ثلاثة أسنان فقط، وهذا اقل من معظم الثيروبودات الأخرى.
.
أما بالنسبة إلى الفك السفلي فوجد على كل ناحية منه 11 إلى 15 سنة مستقيمة نوعا ما ولكنها اضعف من أسنان الفك العلوي. alsdie ويعتبر تاج الأسنان العليا كويلا نسبيا ويصل طوله للحيوان الكبير 3و9 سنتيمتر. وفي هيكل الحيوان الشاب كان طول تاج الأسنان 7 سنتيمتر.
بالمقارنة بذلك فتبدي أقارب السيراتوصور من نوع «أبيليصوريات» تيجان أسنان قصيرة.
يختلف الباحثون في تقدير عدد الفقرات حيث يتخلل العمود الفقري للهيكل بعض الفجوات. وتتكون عظمة الحوض من 6 عظام، وموصول بها 20 فقرة في الظهر والرقبة على الأقل بينما يوجد خلف عظمة الحوض نحو 50 فقر للذيل، وكانت مدببات فقرات الذيل مستطيلة نوعا ما وكذلك عظمة الشيفرون مما يعطى لشكل الذيل من الجانب سمكا عريضا.
.
ومن الأشياء الغريبة على ديناصورات الثيروبودا كان للسيراتوصور حراشف لحمية عظمية مستطيلة موزعة طوليا في وسط الجسم على الرقبة والظهر ومعظم الذيل. وعلى كل جهة من الجهتين حول خط الظهر الوسطي تراصت تلك الحراشف العظمية بعرض 7 سنتيمتر. وقد عثر على تلك الحراشف مع الهياكل، ولكن لم يتبين بالكامل توزيعها على الكائن الحي.
كان ذراعي فصيلة السيراتوصوريات قصيرين نسبيا وينتهي كل ذراع بأربعة أصابع. ولم يوجد حتى الآن إلا يد واحدة غير مكتملة للسيراتوصور، لذلك بقي عدد أصابعه ليس معروفا بالتمام. وكامت عظمتي وسط اليد الأولى والرابعة قصيرتين نسبيا، بينما كانت العظمة الثانية لوسط اليد أطول بعض الشيء عن طول العظمة الثالثة.

## تاريخ العثور عليه
الهيكل الأول عثر عليه أحد الفلاحين يدعى «مارشال فيلش» خلال عامي 1883 /1884 في جاردن بارك بالقرب من كانيون سيتي في كولورادو.. استخرج الهيكل من الحجر الرملي المحيط به، وكانت الجمجمة والعمود الفقري مهشمة بعض الشيء. وفي نفس المحجر كان قد عثر عل هياكل لديناصورات أخرى من ضمنها هيكل لألوصور. وفي عام 1884 كتب «أوثنيل مارش» عن فصيلة أخرى قريبة وأسماها سيراتوصور ناسيمونيس.
. وبفضل أن الهيكل كان يكاد أن يكون كاملا أصبح «السيراتوصور» من أهم ما عثر عليه بالنسبة إلى لديناصورات الثيروبودا التي عاشت في العصر الجوراسي في أمريكا. ومعنى اسمه «السحلية ذات القرن».
. وفي عام 1920 قام «جيلمور» وبمراجعة هيكلة السيراتوصور.
في الواقع، كان أول تشكيل للهيكل وعرضه على العلماء والجمهور في عام 1892 وقام به «مارش». ولاحظ «جليمور» أن الهيكل يحتوي على 6 فقرات زائدة مما أزاد من طول الحيوان. وقد تناقش العلماء في ذلك ونشرت لهم عدة رسائل علمية ونوقشت. وقام «فرانك بوند» تحت رعاية «تشارلز نايت» عام 1899 بعادة رسم الهيكل. ثم تلى تصحيح أجراه «جي. جليسون» وقام بنشره علميا عام 1901.
ثم قام «جيلمور» بتركيب الهيكل خلال عامي 1910/1911، وهو منذ ذلك الوقت في المتحف الوطني للتاريخ الطبيعي في واشنطن. ونظرا لأن الهيكل كان مضغوطا إلى حد بعيد (تحت الحجر الرملي في الحفرية) فقد قام جيلمور بعرضه في هيئة لوحة مجسمة. وتبين الأشكال الأولى لإعادة هيكلة الكائن سيراتوصورا منتصبا مستندا على ذيله الممتد. ولكن إعادة الهيكلة التي قام بها «جيلمور» كانت سليمة وسابقة لعهدها، فقد مثّل الحيوان في وضع الجري فكان الجسم أفقيا تقريبا والذيل غير ملامس للأرض..
بعد الاكتشاف الأول لهيكل السيراتوصور عثر على بعض أجزاء هنا وهناك لسيراتوصور لزمن طويل. وفي أوائل الستينيات من القرن الماضي عثرت بعثة تحت اشراف "جيمس مادسن على أجزاء هيكل وجمجمة في منطقة كليفلاند-لويد-كواري في أوتاه - وكان هذا الاكتشاف لأكبر سيراتوصور يعثر عليه حتى الآن.
.
كما عثر «تور إريكسون» عام 1976 على أجزاء هيكل وجمجمة آخرى للسيراتوصور بالقرب من مدينة «فرويتا» في كولورادو.
```
ولم تكن هذه العينة كاملة ولكنها كانت كبيرة وأشارت التحليلات أن الهيكل كان اسيراتوصور لم يكتمل نموه، ودلت على ذلك بعض على الجمجمة.
```

. وقام «مادسن» و«ولّيس» عام 2000 بوصف الهيكلين عند المراجعة، وأعطا الهيكل الذي عثر عليه في أوتاه الاسم «سيراتوصور دينتيسوكلاتوس» والهيكل الذي عثر عليه في كولورادو اسم «سيراتوصور ماجنيكورنيس».
وفي عام 1992 عثر على هيكل كبير ولا تزال دراسته جارية.
. وقدم «بروك بريت» في عام 1999 وصفا لاكتشاف سيراتوصور في بداية عمره، ويبلغ طوله نحو 23 % أقصر من المثال المعروض في واشنطن.

## المتحدرون من السيراتوصوريات
التفرع العائلي طبقا ل «كسو» (Xu, 2009)
من عام 2009، المتحدرون من سلفهم السيراتوصوريا:
- Ceratosauria
  - Spinostropheus
  - Deltadromeus
  - Limusaurus
  - Elaphrosaurus
  - Ceratosaurus السيراتوصور
  - Abelisauroidea

## غذاءه وبيئته

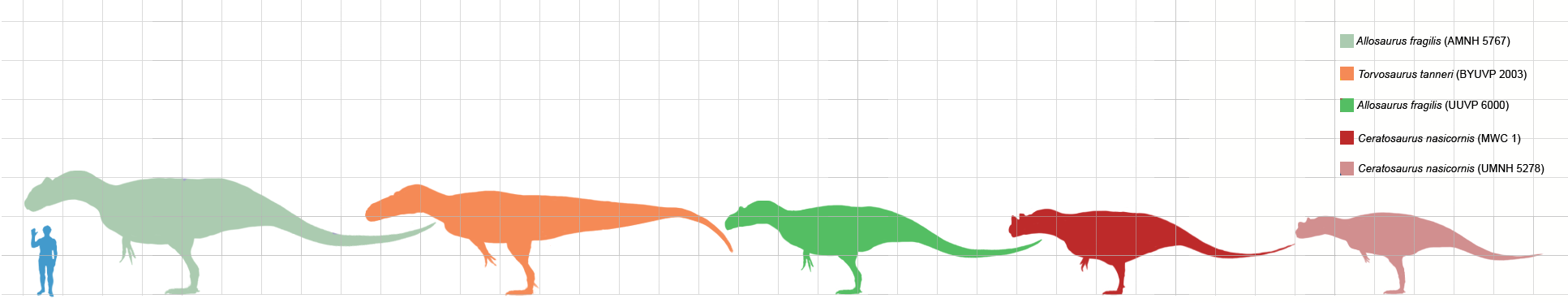
مقارنة أحجام الثيروبودا التي عاشت في منطقة طبقات موريسون. اثنان من السيراتوصور باللون الوردي والأحمر.

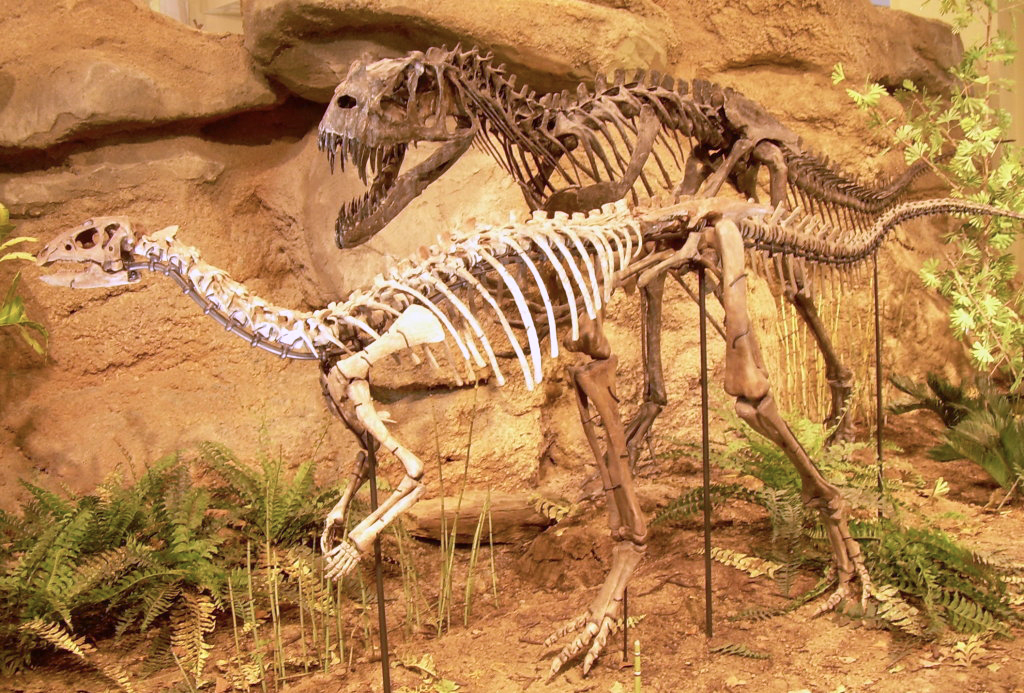
تمثيل للهيكلين: سيراتوصور (في الخلف) يصيد "دريوصور"، متحف كارنجي للتاريخ الطبيعي بتسبرج.

عثر على جميع احفورات السيراتوصور في منطقة طبقات موريسون، ونشأت فيها السيراتوصورات وترعرعت مع مثيلاتها من ديناصورات ثيروبودا مثل ميجالوصوريدات وتروفوصور وطائفة ألوصوريات وتتمثل في ألوصور. ومنطقة جاردن بارك في كولورادو تشكل بيئة معيشة السيراتوصور والألوصور. أما منطقة كليفلاند-لويد-كواري و«دراي ميسا كواري» في كولورادو ومنطقة «ديناصور ناسيونال مونونينت» وهي مجاورة لكولورادو وأوتاه فوجد فيهم بقايا وأحفورات لكل من: سيراتوصور، وألوصور وتروفوصور.
```
كما عثر على بقايا في «كومو بلاف» والناطق المجاورة لها في 
وايومينغ
 ووجد فيها أيضا أحفورات سيراتوصور وألوصور وكذلك لأحد الميجالوصوريدات.
```

.
وتحاول الدراسات استنتاج طريقة معيشة تلك الفصائل مع بعضها البعض. وقام «هندرسون» في عام 1998 بدراسة السيراتوصور واثنين من الأنواع المشابهة من الألوصور - وهو نوع له فم قصير وجمجمة عريضة عالية وأسنان قصيرة مقوسة للخلف، كما وجد أيضا نوع لها فم طويل وجمجمة منخفضة وأسنان مستقيمة طويلة. وكان التنافس بين تلك الأجناس كبيرا كلما كان تشابه كبير بينها حجميا وتكوينها الجسدي وطريقة معيشتها. ويصل هندرسون في دراسته إلى نتيجة الألوصور ذو الفم الطويل استطاع أن يحتل لنفسه ركنا بيئيا يختلف عن طريقة معيشة السيراتوصور:
فكانت جمجمة الألوصور القصير تقلل من قوة الالتواء بحيث تجعل القضمة أقوى كما هوالحال مع القطة. أما الفم الطويل للسيراتوصور والألوصورات الأخرى فيمكن مشابهتها بفم الكلب: أي يمكن أن تكون الأسنان الطويلة تستخدم في القطع وتتسبب في احداث قطوع في الفريسة، بينما تتركز العضة على جزء صغير بسبب انسياب الفم نحو الامام. بمنطقة.
وعندما قارن هندرسون رأس الأوصور ورأس السيراتوصور وجد تشابه بينهما واستنتج من ذلك أن هذا الاثنان كانا في تنافس ربما شديد. ويعتقد هندرسون أن الأوصور تفوق على السيراتوصور في الحصول على الغذاء. وتبين احفورات منطقة كليفلاند-لويد-كواري أن الألوصور ذو الفم المستطيل وتلك من السيراتوصور أن أحفورات السيراتوصور كانت أقل، أما في منطقة دراي ميسا كواري التي عثر فيها على احفورات للسيراتوصور والألوصور ذو الفم القصير فوجد أن وجود السيراتوصور كان أكثر.
ويفسر هندرسون تطور الأسنان الطويلة لدى السيراتوصور تعبيرا عن الضغط الذي كان واقع عليه في منافسة الالوصور الذي كان ذو فم طويل. ولكي يحصا السيراتوصور على غذائه فكان عليه أن يبحث عن حيوانات صغيرة تناسبه، وربما عاش السيراتوصور أيضا على الميتة.
كما كان من المحتمل أن الأسنان الطويلة كانت للتباهي بين قرنائه أو كان لها وظيفة أخرى. ويعتقد هندرسون في نفس الوقت أن الحجم الكبير للسيراتوصور (بين 6 إلى 8 أمتار) كانت تسهل له المنافسة حيث كان كبر جسمه يساعده على اصطياد عددا كبيرا من الحيوانات الأصغر منه.
وفي دراسة حديثة اجراها «روبرت باكر» و«جراي بير» عام 2004 تشير إلى أن السيراتوصور كان يعيش عل أحياء تعيش في الماء مثل السمك ذو الرئة والتماسيح والالسلحفاة. وتشير دراسة إحصائية لعدد الأسنان التي وجدت في 50 من الحفريات في منطقة «كومو بلاف» أسنان السيراتوصور والميجالوصورات أعلبها كان موجودا في مناطق مستنقعات، بينما عثر ا]ضا على أسنان السيراتوصور أيضا في مناطق كانت جافة. كما عثر على الألوصوريات أيضا في مناطق مستنقعات وكذلك في مناطق جفاف.
ويستخلص هؤلاء الباحثين أن السيراتوصور والميجالوصوريات كانت تعيش على حافة وجود المياه وكانت تصطاد عندها وأن السيراتوصور كان يتغذي أيضا على الميتة التي كان يصطادها ديناصورات أكبر منه. ويشير الباحثون أيضا إلى ذيل السيراتوصور الذي كان منخفضا بطريقة غير عادية والذي كان يشبه ذيل التمساح تشير إلى أن هذا الذيل كان يساعده على العوم في المياه. كما كان جسم كل من السيراتوصور والميجالوصوريدات طويلا نسبيا ومنخفضت ومرنا، بينما كان جسم الألوصوريات قصيرا وعاليا ومتصلبا يفقد المرونة، مما يجعل السيراتوصور أكثر مقدرة على السباحة عن الألوصوريات. وبعكس ذلك، فكانت الألوصوريات تتميز بسرعة الحركة علي الأرض المستوية وتساعها ذلك على اقتناص الديناصورات العشبية مثل الصوروبودا والاستيغوصور، وقد يكون ذلك متعلقا بفصول السنة واختلاف تواجد الفرائس التي تعيش في المياه فكانت الألوصورات تنزاح موسميا إلى تلك المناطق عند عدم وجود الحيوانات الآكلة للنبات.

## وظيفة القرون
يعتقد الإجثائيان «أوثيل مارش» (1884) و«تشارلز جيلمور» (1920) أن القرن الأنفي كان كبيرا وحادا وأن السيراتوصور كان يستخدمه في الدفاع عن نفسه وكذلك للهجوم على فريسة. ]
أما الإجاثيان «رووي» و«جوثيير» (1990) فيعتقدان أن القرن الأنفي وقرني العينين لم تكن صلبة بالكافي لاستخدامها في الصراع. وهما يعتقدان أنهم كانوا فقط للتظاهر والاستعراض بين القرائن والمنافسين.
```
كما يعتقدان أيضا أن الحراشف القوية التي كانت على ظهر السيراتوصور ربما كانت أيضا للتظاهر والاستعراض.
```

## اقرأ أيضا
- سيراتوصوريا
- ألوصور
- ألوصوريات
- دراسيوسورس
- ديسالوتوصاوروس